# Joseph Schooling
Joseph Schooling (* 16. Juni 1995 in Singapur) ist ein singapurischer Schwimmsportler und der erste Olympiasieger seines Landes.

## Familie, Jugend und Ausbildung
Schooling ist der Sohn von Colin und May Yim Schooling. Sein Großonkel ist der Hochspringer Lloyd Valberg, der 1948 der erste Sportler war, der für Singapur bei Olympischen Spielen antrat. Schooling wuchs bis zu seinem 14. Lebensjahr in Singapur auf, dort traf er 2008 beim Schwimmtraining auf sein großes Vorbild Michael Phelps, der sich dort auf die Olympischen Spiele in Peking vorbereitete, und ließ sich zusammen mit ihm fotografieren. Ab 2009 besuchte er für fünf Jahre die Bolles School, ein Internat in Florida. Dort wurde er von dem ehemaligen Schwimmer und Bronzemedaillisten Sergio López Miró trainiert. Nach dem Abschluss der Bolles School nahm Schooling ein Studium an der University of Texas auf, wo er seitdem von Eddie Reese, dem Coach der amerikanischen Schwimmmannschaft der Olympischen Spiele von 2004 und 2008, trainiert wird.

## Karriere als Schwimmer
Erste Erfolge gelangen Schooling bei den Südostasienspielen 2011, 2013 und 2015, bei denen er insgesamt 15 Goldmedaillen, eine Silbermedaille und eine Bronzemedaille auf Freistil-, Schmetterling-, Lagen- und Staffelstrecken gewann. Bei den Commonwealth Games 2014 gewann er eine Silbermedaille über 100 m Schmetterling und bei den Weltmeisterschaften 2015 eine Bronzemedaille über dieselbe Strecke.
Schooling schwamm bei den Olympischen Spielen 2016 in Rio de Janeiro mit 50,83 s die schnellste Zeit im Halbfinale über 100 m Schmetterling und stellte damit einen neuen Asienrekord auf. Im Finale brach er mit 50,39 s erneut den Asienrekord und stellte zudem einen neuen olympischen Rekord auf. Dabei gelang es ihm, sein großes Vorbild Michael Phelps, den Inhaber des bisherigen olympischen Rekordes, im direkten Vergleich zu schlagen. Phelps wurde gemeinsam mit den zeitgleichen Chad le Clos und László Cseh in 51,14 s Zweiter. Mit seinem Sieg wurde Schooling der erste Olympiasieger Singapurs in der Geschichte der Olympischen Spiele und erhielt dafür von seinem Land eine Siegprämie von einer Million Singapur-Dollar (etwa 655.000 Euro).
Bei den Schwimmweltmeisterschaften 2017 in Budapest stellte Schooling 50 m Schmetterling zweimal einen neuen Asienrekord auf, zunächst im Vorlauf mit 23,05 s und dann im Halbfinale mit 22,93 s. Im Finale erreichte er dann mit 22,95 s den fünften Platz. Über 100 m Schmetterling kam er im Finale in 50,83 s zeitgleich mit dem Briten James Guy auf Platz 3 und gewann so eine Bronzemedaille.
Schooling verteidigte 2018 bei den Asienspielen in Jakarta seinen Titel über 100 m Schmetterling und stellte mit einer Siegeszeit von 51,03 s einen neuen Rekord für die Asienspiele auf. Darüber hinaus gewann er auch die 50 m Schmetterling und gewann mit 4 × 100-m- und 4 × 200-m-Freistilstaffeln jeweils eine Bronzemedaille.
Bei den Olympischen Spielen in Tokio im Sommer 2021 konnte Schooling seinen Titel über 100 m Schmetterling nicht verteidigen und schied bereits im Vorlauf mit einer Zeit von 53,12 s aus. Er trat zudem über die 100 m Freistil an, schied jedoch auch hier bereits im Vorlauf aus, mit einer Zeit von 49,84 s.